# Ola negra
La Ola negra (en serbio: Црни талас, Crni talas) es un término general que se utiliza para referirse a una corriente del cine yugoslavo de la década de 1960 y principios de 1970. Entre los directores más notables de este movimiento se encuentran Dušan Makavejev, Žika Pavlović, Saša Petrović, Želimir Žilnik, Mika Antić, Lordan Zafranović, Mića Popović y Marko Babac. Sus películas se caracterizan por su enfoque no tradicional de la realización de películas, su humor negro y su examen crítico de la sociedad yugoslava del momento.

## Características
A principios de los años sesenta, Yugoslavia producía más películas que nunca. Las exportaciones se elevaron durante ese período de intensa creatividad y experimentación. Los cineastas estaban unidos por un deseo común de aumentar la libertad de expresión artística y reformar el lenguaje cinematográfico. Los realizadores querían el derecho de mostrar el lado más oscuro de la psique humana y criticar abiertamente la política del Estado socialista.
Esta corriente se ganó la atención internacional, pero provocó fuertes controversias dentro de Yugoslavia. La liberalización de la forma de la película y la expresión alcanzó su ápice en 1967-1968. En los años siguientes, la contraofensiva hacia el nuevo movimiento se intensificó. Las películas de la Ola negra fueron atacadas por su visión pesimista sobre la evolución de la Yugoslavia socialista y el liberalismo en general, así como su valoración de tendencias anarquistas e individualistas de la sociedad. Los ataques contra el movimiento se puede considerar como un resultado natural de los acontecimientos políticos más amplios en ese momento. Con el tiempo se dio lugar a la prohibición de las películas seleccionadas y algunos directores se vieron obligados a abandonar el país.

## Películas y cineastas notables
Aleksandar "Saša" Petrović fue una de las principales figuras de la Ola negra yugoslava, tanto a nivel nacional como en el extranjero. Dos de sus obras fueron nominadas a los premios Oscar a la mejor película de habla no inglesa: Tri, en 1966, y Encontré zíngaros felices, en 1967.
Rani radovi de Želimir Žilnik (1969) mostró las principales tendencias de la Ola negra yugoslava: formas no ordinarias, métodos polémicos, preocupaciones sociocríticas, ideología de oposición y un final fatalista. Al mismo tiempo, hizo que el periodista Vladimir Jovičić (que insistió en la posición de la línea del partido comunista tradicional) escribiese un artículo "La Ola negra en nuestro cine", que acuñó el término «Ola negra». El contraataque oficial contra la Ola negra comenzó con esta película y este artículo.
Dušan Makavejev es considerado el líder de los cineastas de la Ola negra. Su película más exitosa fue la sátira política de 1971 WR: Los misterios del organismo, que dirigió y escribió. La película fue prohibida y Makavejev huyó del país, donde no volvería a trabajar hasta 1988. Dirigió Sweet movie en Canadá, Países Bajos y Francia.